# رایموندو ویانلو
رایموندو ویانلو (انگلیسی: Raimondo Vianello؛ ‏ ۷ مهٔ ۱۹۲۲ – ۱۵ آوریل ۲۰۱۰) بازیگر، مجری تلویزیون و کمدین اهل ایتالیا بود. 
از فیلم‌هایی که وی در آن نقش داشته است، می‌توان به هفت ضربدر هفت، بگذار خودمان را مسلح کنیم و شما به جبهه بروید!، انجیرتیغی، گربه مامان، مرد، زن و پول، راننده‌کامیون‌ها، فضول، سکس با لبخند ۲ و عشق به سبک ایتالیایی اشاره کرد.